# SiIvaGunner
SiIvaGunner(pronunciación en inglés: /ˈsiːvəˌɡʌnər/) (anteriormente conocido como GiIvaSunner, pronunciación en inglés: /ˈgiːvəˌsʌnər/) es un grupo musical de parodias en YouTube. El canal está basado principalmente en videos bait-and-switch que afirman ser "rips de alta calidad" de música de videojuegos que son en verdad remixes, parodias o mashups, generalmente incorporando memes.
El canal sube videos en el estilo de muchos otros canales de YouTube basados en banda sonora; los videos del canal son normalmente imágenes estáticas, generalmente del logotipo del juego en cuestión, con una canción tocando en él. Estos vídeos son intencionalmente engañosos para llevar al espectador a pensar que son canciones reales de la banda sonora de un juego. Las canciones subidas son remixes y mashups, muchas veces incorporando memes de Internet u otras bromas específicas del canal, como la canción de entrada de Los Picapiedra, 7 Grand Dad, The Nutshack, "Snow Halation" de Love Live!, y "We Are Number One" de LazyTown.
A finales de 2019, una nueva galería de arte llamada Gallery Aferro presentó una exposición intitulada "Elevator Music 6: SiIvaGunner" con curadoría de Juno Zago. Fue una exhibición auditiva que contenía una colección de remixes de SiIvaGunner de música clásica y nueva de videojuegos tocada dentro de un ascensor Otis reformado de principios de 1900.